# Fritz Zweigelt
Friedrich (Fritz) Zweigelt (* 13. Jänner 1888 in Hitzendorf bei Graz; † 18. September 1964 in Graz) war ein österreichischer Entomologe und Botaniker. Als Leiter der staatlichen Rebenzüchtung der Ersten Republik und Direktor der Höheren Staatslehr- und Staatsversuchsanstalt für Wein-, Obst und Gartenbau in Klosterneuburg bei Wien war er zwischen 1921 und 1945 einer der einflussreichsten und international bekanntesten Persönlichkeiten des österreichischen Weinbaus. Die nach ihm benannte Rebsorte „Blauer Zweigelt“ ist mit einer Fläche von etwa 6.400 Hektar die mit Abstand bedeutendste Rotweinrebe im österreichischen Weinbau. Zweigelts nationalsozialistische Gesinnung und Aktivitäten erlangten erst Jahrzehnte später öffentliche Aufmerksamkeit.

## Leben

### 1888 bis 1933
Am 13. Jänner 1888 in Hitzendorf bei Graz geboren, trat der Steirer 1912 in die Dienste der k.k. Höheren Lehr- und Versuchsanstalt für Wein- und Obstbau Klosterneuburg bei Wien. 1921 wurde der promovierte Entomologe zum Leiter der ersten und einzigen Bundesrebenzüchtungsstation in Österreich ernannt. Unter den ersten Kreuzungen (ex 1921) erwies sich der Sämling mit der Zuchtnummer 71 (St. Laurent x Blaufränkisch) schon früh als vielversprechend. Ebenso kreuzte Zweigelt 1922 erfolgreich Welschriesling x Orangetraube (1978 als „Goldburger“ in das österreichische Rebsortenverzeichnis für Qualitätsweine aufgenommen) und 1923 Blauer Portugieser x Blaufränkisch (1978 als „Blauburger“ in das österreichische Rebsortenverzeichnis für Qualitätsweine aufgenommen).
Zweigelt, seit 1929 auch Schriftleiter der Zeitschrift „Das Weinland“, wurde bald zu dem international bestvernetzten und bestangesehen Weinbaufachmann Österreichs. Zusammen mit allen namhaften Fachleuten aus den wichtigsten weinbautreibenden Ländern Europas setzte er sich seit den späten zwanziger Jahren für die Förderung des Qualitätsweinbaus und die Eindämmung des Anbaus der sogenannten Direktträger ein. Sein gleichnamiges, zusammen mit Albert Stummer (Nikolsburg) verfasstes Buch gilt bis heute als Standardwerk.

### 1933 bis 1945
Nach 1933 wurde Nazi-Deutschland zu einem Sehnsuchtsort des (groß)deutsch-national und antiklerikal geprägten „Grenzlandbewohners“. Zweigelt trat am 20. April 1933 der österreichischen NSDAP bei (Mitgliedsnummer 1.611.378) und wandte sich auch in der „Verbotszeit“, ab 19. Juni 1933 als Illegaler, nicht von der Partei ab.
Nach dem Anschluss Österreichs im März 1938 schien Zweigelts Plan wahr werden zu können, „sein“ Klosterneuburg, die dort ansässige Höhere Bundeslehr- und Bundesversuchsstation für Wein-, Obst- und Gartenbau als Schwesteranstalt der ungleich größeren Staatlichen Lehranstalt für Wein-, Obst- und Gartenbau in Geisenheim am Rhein zu neuer Blüte führen zu können. Doch so sehr sich Zweigelt als Leiter und (ab 1943) als Direktor bemühte, Klosterneuburg darüber hinaus auch zu einer „nationalsozialistischen Hochburg“ zu machen, so sehr geriet er zunächst zwischen die Fronten. Nicht nur die Parteigänger des austrofaschistischen Dollfuß-Schuschnigg-Regimes wollten seinen Aufstieg verhindern. Zweigelt war auch rivalisierenden, erst seit kurzem nationalsozialistisch eingestellten Kollegen im Weg. Über den Sommer 1938 gelang es ihm aber, zahlreiche missliebige Lehrkräfte aus der Schule zu verdrängen und sie durch eingefleischte Nationalsozialisten zu ersetzen. Als die fortschrittlichsten Weinbaupolitiker der Welt genossen die nationalsozialistischen Deutschen bald internationale Anerkennung. Höhepunkt und Ende dieser Entwicklung war ein internationaler Weinbaukongress, der Ende August 1939 in Bad Kreuznach stattfand. Unter den Teilnehmern war auch Zweigelt – nunmehr als Reichsbeamter.
An seinen nationalsozialistischen Überzeugungen, die sich in Ansprachen an die Schülerschaft mit drastischer Kriegsrhetorik verbanden, hielt er ungeachtet zahlreicher persönlicher Enttäuschungen bis 1945 fest. So wurde die von ihm redigierte Zeitschrift „Das Weinland“, seit 1929 das Sprachrohr des österreichischen Weinbaus, 1943 auf Weisung des Reichsnährstands in Berlin eingestellt. Über den Tod seines einzigen Sohnes Rudolf, der nach dem Medizinstudium zur Wehrmacht eingezogen worden war und im Oktober 1944 in Ostpreußen fiel, kam Zweigelt zeit seines Lebens nicht hinweg.

### Nach 1945

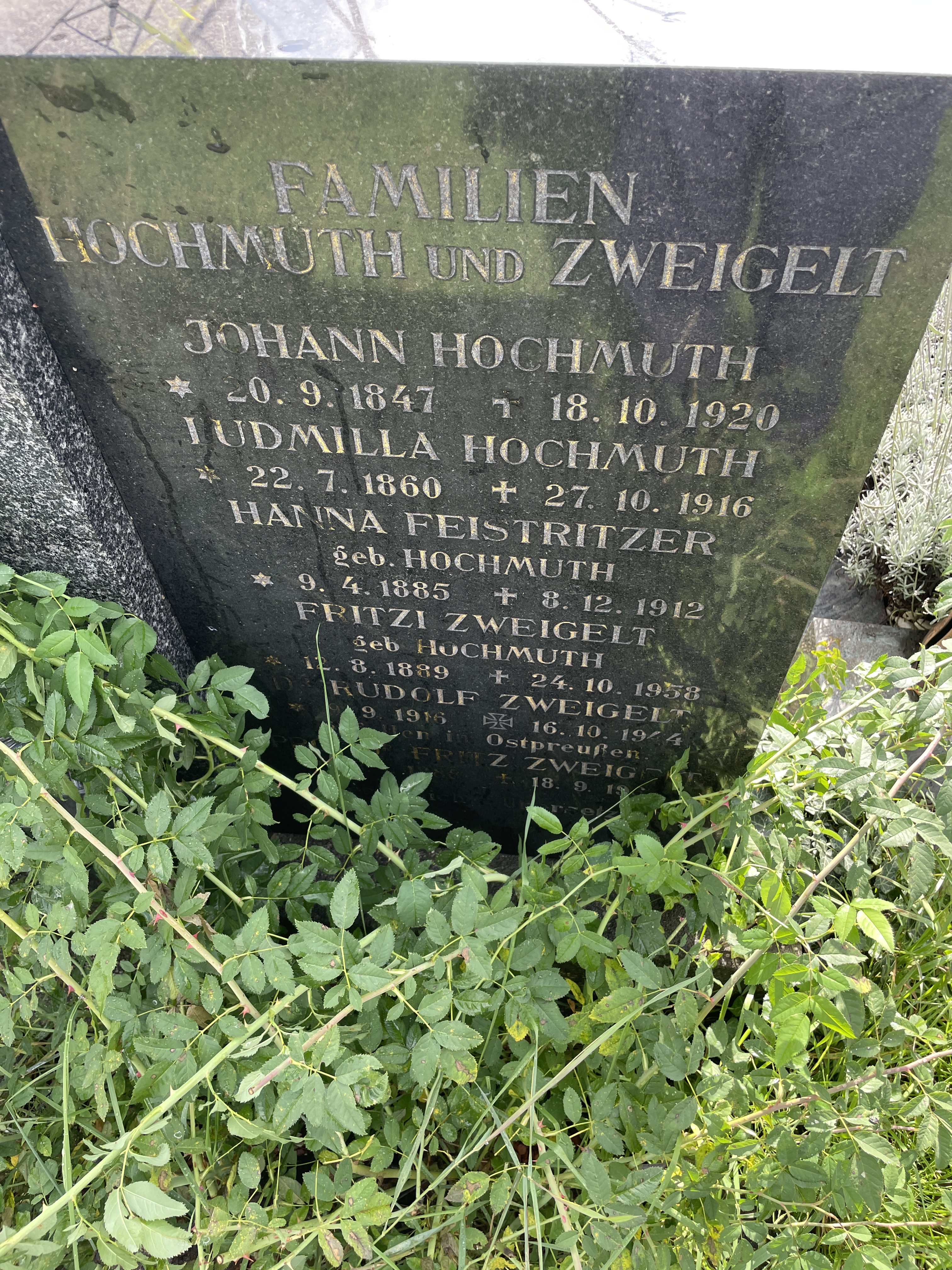
Grabstätte der Familie Zweigelt auf dem Stadtfriedhof St. Peter

Nach dem Zusammenbruch des Dritten Reiches stilisierte sich Zweigelt während seiner Haft im Anhaltelager Klosterneuburg zu einem fehlgeleiteten Idealisten. Gleichwohl wurde nach diversen Verhören und Zeugenvernehmungen Ende 1945 ein Strafverfahren vor dem Volksgericht Wien gegen den vormaligen Direktor eingeleitet.
Einen Schüler namens Josef Bauer, Mitglied der Widerstandsgruppe um den Klosterneuburger Chorherrn Roman Scholz, soll Zweigelt der Gestapo ausgeliefert haben. Der Umstand, dass Bauer (geb. 1920) nach seiner Festnahme durch die Gestapo als Mitglied der „Österreichischen Freiheitsbewegung“ der Anstalt verwiesen worden war, wurde damals von niemandem thematisiert.
Das Strafverfahren gegen Zweigelt wurde 1948 auf Anweisung von Bundespräsident Karl Renner (SPÖ) auf dem Gnadenweg eingestellt. In den öffentlichen Dienst kehrte der „minderbelastete“ Wissenschafter angesichts seines fortgeschrittenen Alters nicht mehr zurück. Seinen Lebensabend verbrachte Zweigelt in Graz, wo er einige Jahre nach dem Tod seiner Gattin Friederike (Fritzi) am 18. September 1964 starb. Die Grabstätte befindet sich auf dem Stadtfriedhof St. Peter.
Ab 2002 wurde im Rahmen einer Kamptaler Gebiets-Weinverkostung alljährlich ein Dr. Fritz Zweigelt-Preis an Weingüter vergeben – zuletzt 2015, wonach er aufgrund von deutlicher Kritik abgeschafft wurde.

## Rebsorte „Zweigelt“
Nachdem Zweigelts langjähriger Mitarbeiter Ing. Paul Steingruber und Ing. Leopold Müller nach dem Krieg die Rebenzüchtung in Klosterneuburg zu neuem Leben erweckt hatten, stach die Kreuzung St. Laurent x Blaufränkisch heraus: „prächt. Farbe, Geschmack und Geruch ausgez., sehr schöner Rotweintyp“. Zweigelts Schüler und Bewunderer Lenz Moser vermehrte das Pflanzmaterial in seiner Rebschule und brachte die Setzreben ab 1960 in den Verkauf.
Die offizielle Bezeichnung „Zweigeltrebe Blau“ tauchte erstmals 1972 in dem damals neuen Rebsortenverzeichnis für Qualitätsweine auf. 1978 wurde der Sortenname abgeändert in „Blauer Zweigelt“. Gleichzeitig wurde auf Wunsch der HBLA Klosterneuburg das Synonym „Rotburger“ geschaffen. Damit sollte die gemeinsame Herkunft der Neuzüchtungen Blauburger, Goldburger und Rotburger/Blauer Zweigelt herausgestellt werden.
Das Gros der Erzeuger vermerkt in Österreich auf den Etiketten den Namen Zweigelt, die Bezeichnung „Rotburger“ wird vereinzelt verwendet. Wegen des zwielichtigen Rufs des Namensgebers der Sorte gab es zuweilen Vorschläge für eine Umbenennung. Ironisch mutet die Initiative des „Instituts ohne direkte Eigenschaften“ an, das 2018 die Umbenennung auf „Blauer Montag“ vorschlug. David Schildknecht, der bis 2013 vom einflussreichen US-Magazin The Wine Advocate mit der Evaluierung der Weine in Österreich und weiteren europäischen Ländern beauftragt war, schlug 2021 die Umbenennung auf „Österreich Blau“ respektive „Blauer Österreicher“ vor.

## Schriften (Auswahl)
- Der gegenwärtige Stand der Maikäferforschung, 1918
- Die Frage der Ertragshybriden im nördlichen Weinbau, 1927
- Der Maikäfer. Studien zur Biologie und zum Vorkommen im südlichen Mitteleuropa, 1928
- mit Albert Stummer: Die Direktträger, 1929
- Blattlausgallen. Histogenetische und biologische Studien an Tetraneura- und Schizoneuragallen. Die Blattlausgallen im Dienste prinzipieller Gallenforschung, 1931
- Der kranke Obstgarten: ein Bestimmungsschlüssel, 1934
- Grundsätzliches zur Frage der Verfallserscheinungen des Rebstockes, 1936
- Erster Mitteleuropäischer Weinkongreß, 1936
- Der Kampf gegen Schädlinge und Krankheiten im winterlichen Weingarten, 1938
- Zur Frage der Vorfallserscheinungen der französischen Weinberge, 1938
- Von den Höhepunkten meines Lebens – Werk und Freude. In: Zeitschrift für Angewandte Entomologie. Band 54, 1964, S. 13–21, doi:10.1111/j.1439-0418.1964.tb02912.x

## Auszeichnungen (Auswahl)
- Erzherzog-Johann-Medaille, 1936
- Babo-Medaille, 1937
- Karl-Escherich-Medaille, 1937[40]

## Film
- Zweigelt – Wein und Wahrheit. Dokumentarfilm, Österreich, 2011, 57:50 Min., Buch und Regie: Gerald Teufel, Rezitation: Erwin Steinhauer, Produktion: two visions, MediaVilm, ORF, 3sat, Reihe: dok.film, Erstsendung: 23. Oktober 2011 bei ORF 2 (Inhaltsangabe, ORF).